# John Glover (aktor)
John Glover, właśc. John Soursby Glover Junior (ur. 7 sierpnia 1944 w Salisbury w stanie Maryland) – amerykański aktor teatralny, filmowy, telewizyjny i głosowy.

## Życiorys

### Wczesne lata
Urodził się w Salisbury w Maryland jako syn Johna Soursby'ego Glovera Sr. i Cade Glover. Jego ojciec pracował jako sprzedawca telewizorów. Uczęszczał do Wicomico High School w Salisbury. Podczas studiów w Towson University rozpoczął pracę w lokalnym teatrze.

### Kariera

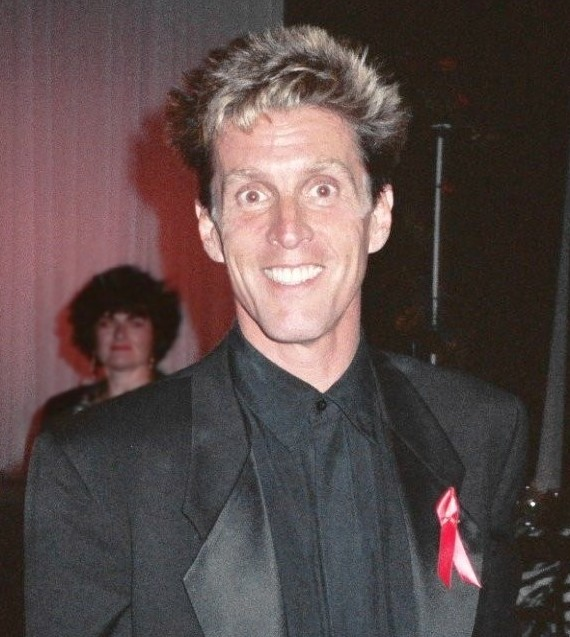
Glover podczas rozdania nagród Emmy 1991

Przez lata grał w sztukach off-Broadwayowskich, zanim przeniósł się do Los Angeles i rozpoczął karierę filmową. W 1995 zdobył nagrodę Tony za podwójną rolę Johna Jeckylla i Jamesa Jeckylla w sztuce broadwayowskiej Miłość! Męstwo! Miłosierdzie! (Love! Valour! Compassion), którą powtórzył nawet w wersji filmowej.
Debiutował niewielką rolą w komedii sensacyjnej Shamus (1973) z Burtem Reynoldsem i Dyan Cannon. Został zauważony w dramacie Julia (1977) u boku Jane Fondy. Gotowy, aby kontynuować swoją karierę w Hollywood, najczęściej grywał negatywne postacie, m.in. w komedii kryminalnej Ktoś zabił jej męża (Somebody killed her husband, 1978) obok Farrah Fawcett i Jeffa Bridgesa, lub dużo później Godzina zemsty (Payback, 1999) jako członek gangu czy serialu Tajemnice Smallville (Smallville, 2001-2011) w roli bogatego złoczyńcy Lionela Luthora.
Pierwszą nominację do nagrody Emmy zdobył za rolę pacjenta Victora DiMato z AIDS w filmie telewizyjnym NBC Wczesny mróz (An Early Frost, 1985) z udziałem Geny Rowlands, Bena Gazzary, Sylvii Sidney, D.W. Moffetta i Aidana Quinna. Kolejne nominacje do Emmy przyniosły mu role: Richarda Behrensa w miniserialu NBC Dziadek do orzechów: Pieniądze, szaleństwo & morderstwo (Nutcracker: Money, Madness & Murder, 1987) z Lee Remick i Tate Donovanem, doktora Paula Kohlera w jednym z odcinków serialu NBC Prawnicy z Miasta Aniołów (L.A. Law, 1990), Dennisa Atwooda w serialu NBC Przestępstwo i kara (Crime & Punishment, 1993) oraz jako Ned Miller w sitcomie NBC Frasier (1994).
W 2013 w Lincoln Center Theater w broadwayowskiej sztuce Nikołaj i inni (Nikolai and the Others) wystąpił w roli Igora Strawinskiego

## Życie prywatne
Aktywnie zaangażowany w walkę z chorobą Alzheimera, na którą cierpiał jego ojciec. Ujawnił, że jest gejem. Od 1993 jest w związku z rzeźbiarzem Adamem Kurtzmanem.

## Wybrana filmografia

### filmy fabularne
- 1973: Shamus jako Johnnie
- 1977: Annie Hall jako aktor Novio
- 1977: Julia jako Sammy
- 1978: Ktoś zabił jej męża (Somebody killed her husband) jako Herbert Little
- 1979: Ostatni uścisk (Last Embrace) jako Richard Peabody
- 1980: Ludzie z gór (El valle de la furia) jako Nathan Wyeth
- 1980: The American Success Company jako Ernst
- 1980: Melvin i Howard (Melvin and Howard) jako Freese - adwokat #2
- 1981: O kobiecie, co malała (The Incredible Shrinking Woman) jako Tom Keller
- 1984: A flash of green jako Rose Halley
- 1982: Mały seks (A Little Sex) jako
- 1984: Justicia salvaje jako Paul Briggs
- 1985: Białe noce (White Nights) jako Wynn Scott
- 1985: Wczesny mróz (An Early Frost) jako Victor DiMato
- 1986: Willy/Milly jako Fred Niceman
- 1986: 52, vive o muere jako Alan Raimy
- 1986: A Killing Affair jako Sheb Sheppard
- 1988: Wigilijny show (Scrooged) jako Brice Cummings
- 1988: Czekoladowa wojna (The Chocolate War) jako Brother Leon
- 1988: Pogrzeb wikinga (Rocket Gibraltar) jako Rolo Rockwell
- 1988: Maskarada (Masquerade) jako Tony Gateworth
- 1989: Meet the Hollowheads jako Henry Hollowhead
- 1990: RoboCop 2 jako Vendedor de Magnavolt
- 1990: Gremliny 2 (Gremlins 2: The New Batch) jako Daniel Clamp
- 1993: Ed i jego zmarła matka (Ed and His Dead Mother) jako A.J. Pattle
- 1994: Nocny uciekinier (Night of the Running Man) jako Derek Mills
- 1994: Zbuntowany android (Automatic) jako Goddard Marx
- 1995: W paszczy szaleństwa (In the Mouth of Madness) jako Saperstein
- 1997: Słaba płeć (Love! Valour! Compassion!) jako John Jeckyll, James Jeckyll
- 1997: Batman i Robin (Batman & Robin) jako dr Jason Woodrue
- 1998: The broken giant jako Bennett Hale
- 1999: Makbet na Manhattanie (Macbeth in Manhattan) jako Richard/reżyser
- 1999: Godzina zemsty (Payback) jako Phil
- 1999: Dead broke jako Sam
- 2001: Pytanie do Boga (The Body) jako Jezus Chrystus Uliczny Aktor
- 2001: On edge jako Yuri Moskivin
- 2002: Mid-Century jako Bill Gates
- 2004: Visions of Cody jako Will
- 2004: Sweet Union jako Oleen
- 2004: Tricks jako Ralph
- 2005: The civilization of Maxwell Bright jako Ogden
- 2014: Reality jako Zog

### serial TV
- 1979: Under This Sky
- 1983: Gniew aniołów (Rage of Angels) jako Scanlon / Jackson
- 1984: Ernie Kovacs jako Pierre Lafitte
- 1986: Rozgrzeszenie (Apology) jako Philip
- 1989: Akwizytor (Traveling Man) jako

### seriale telewizyjne
- 1975: Kojak jako Billy Jo Sparrow
- 1977: Mike Andros (The Andros Targets) jako Wiggs
- 1983: Kennedy jako William Walton
- 1983-84: Search for Tomorrow jako Billy Vargas
- 1984: Jerzy Waszyngton (serial telewizyjny) (George Washington) jako Charles Lee
- 1986: Strefa mroku (The Twilight Zone) jako Embajador Alien
- 1986: Napisała: Morderstwo (Murder, She Wrote) jako Franz Mueller
- 1987: Policjanci z Miami (Mimi Vice) jako Steve Duddy
- 1987: Dziadek do orzechów: Pieniądze, szaleństwo & morderstwo (Nutcracker: Money, Madness & Murder) jako Richard Behrens
- 1987: Napisała: Morderstwo (Murder, She Wrote) jako Andrew Durbin
- 1989: Dni i noce Molly Dodd (The Days and Nights of Molly Dodd) jako Mike Sayles
- 1989: Autostopowicz (The Hitchhiker) jako
- 1990: Prawnicy z Miasta Aniołów (L.A. Law) jako dr Paul Kohler
- 1991: Opowieści z krypty (Tales from the Crypt) jako Enterrador
- 1992: Batman (Batman: The Animated Series) jako Zagadka / Edward Nygma (głos)
- 1993: Frasier jako Ned Miller
- 1993: Star Trek: Stacja kosmiczna jako Verad
- 1993: The Hidden Room jako John Burke
- 1993: South Beach jako Roberts
- 1994: Batman (Batman: The Animated Series) jako Zagadka / Edward Nygma (głos)
- 1997: Karolina w mieście (Caroline in the City) jako Hilton Traynor
- 1998: The New Batman Adventures (Nowe przygody Batmana) jako Edward Nygma
- 1998: Superman jako Edward Nygma
- 1998: Wydział zabójstw Baltimore (Homicide: Life on the Street) jako Nelson Broyles
- 1998: Szpital Dobrej Nadziei jako Max Demming
- 1998-99: Potępieniec (serial telewizyjny) (Brimstone) jako diabeł / anioł
- 2000: Luzik Guzik jako Fate
- 2001-2011: Tajemnice Smallville (Smallville) jako Lionel Luthor
- 2002: Arli$$ jako Bobby Salmon
- 2006: Prawo i porządek: Zbrodniczy zamiar (Ley & Order: Criminal Intent) jako Declan Gage
- 2006: Wzór jako Samuel Kraft
- 2008: Prawo i porządek: Zbrodniczy zamiar (Ley & Order: Criminal Intent) jako Declan Gage
- 2009: Bracia i siostry jako Henry Mittner
- 2009: Heroes jako Samson Gray
- 2011: Medium (serial telewizyjny) jako Carson Churchill
- 2011-2015: Żona idealna (The Good Wife) jako Jared Andrews
- 2012: Tron: Rebelia (Tron: Uprising) jako Dyson (głos)
- 2014: Czarna lista (serial telewizyjny) (The Blacklist) jako dr Sanders
- 2014: Pułapki umysłu (Perception) jako Diabeł